# 鶴満寺

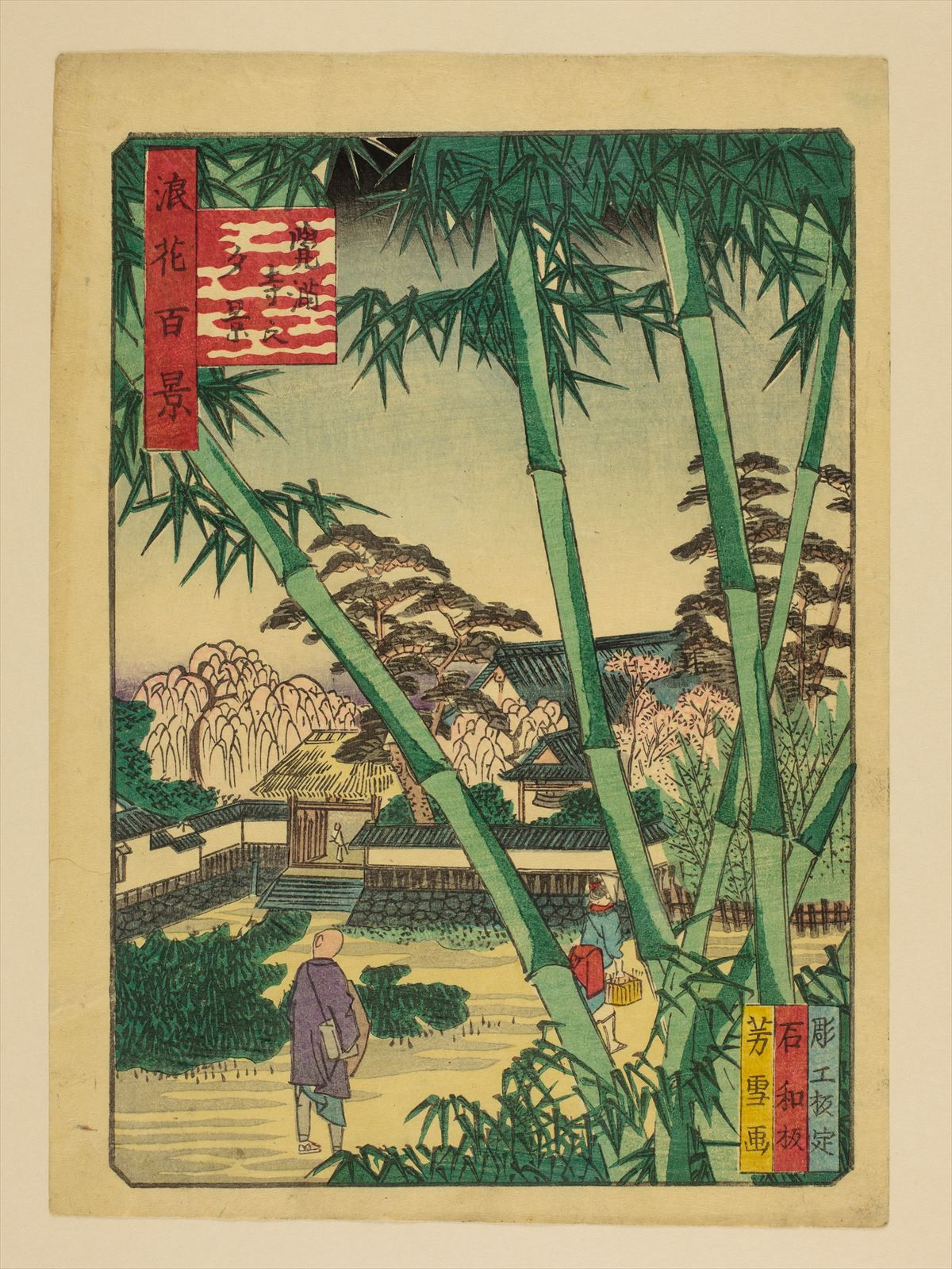
覚満寺之夕景 (浪花百景)
1800年代。南粋亭芳雪/画

鶴満寺（かくまんじ）は、大阪市北区にある天台真盛宗の寺院。山号は雲松山。本尊は阿弥陀如来。観音堂は新西国三十三箇所第3番札所で本尊は子安観音である。

## 歴史
寺伝によると、奈良時代に大和国で創建されたと伝わる。
その後、伊勢国、河内国、摂津国南方村を経て寛保3年（1743年）に大坂の豪商上田宗右衛門広久が譲り受けて当地に移し、京都の上善寺の僧忍鎧を招いて宝暦3年（1753年）に堂宇を完成させたという。伝・慈覚大師（円仁）作の阿弥陀如来や伝・仏師定朝作の地蔵菩薩が祀られている。
観音堂に祀られている子安観音は、霊元法皇の後宮である新大納言お局が、皇子勝の宮（嘉智宮）の出産に際して安産祈願のために刻んで奉納し、忍鎧によって安置されたものという。
境内は桜の名所として知られ、古典落語の「鶴満寺」にもその様子が描かれている。
桜の下には各地の巡礼所の観音仏を安置して百体観音と称し崇敬を集めていたが、1885年（明治18年）に発生した明治十八年の淀川洪水で流されてしまった。
当寺の本堂はもともとは南向きであったが、1985年（昭和60年）の道路拡張に際して西向きに変更された。
当寺の南隣には黄檗宗の正徳寺があり、向かいには淀川天神社が鎮座している。

## 境内
- 本堂（大阪市指定有形文化財） - 大坂の豪商上田宗右衛門広久の発願により、寛延3年（1750年）に造営が始められて宝暦2年（1752年）に上棟し、翌宝暦3年（1753年）に竣工した。全国的にも数の少ない天台真盛宗の複合本堂の形式を伝える建物として貴重である[2]。
- 観音堂 - 百体観音堂とも呼ばれる八角塔楼閣付きの堂。1933年（昭和8年）再建。子安観音を祀っており新西国三十三箇所第3番札所となっている。また西国三十三所、坂東三十三箇所、秩父三十四箇所のそれぞれの札所の本尊を模した計百体の観音像、百体観音も祀られている[3]。
- 鐘楼 - 梵鐘（重要文化財）は朝鮮鐘で、太平10年（1030年）に鋳造されたもの。山口県宇部市の普済寺（現・宗隣寺）[2]にあったもので、地中に埋められていたが発見され、毛利氏によって当寺に寄進された[3]。
- 庫裏
- 大岡越前猿燈篭
- 鬼貫供養碑 - 「おもしろさ急には見えぬすすきかな」の句が書かれる。文化9年（1812年）に田原菊翁が鬼貫75回忌に建立。
- 山門
- 特養老人ホーム鶴満寺聚楽院
- 鶴満寺保育所

## 文化財

### 重要文化財
- 銅鐘（朝鮮鐘）

### 大阪府指定有形文化財
- 木造阿弥陀如来立像
- 絹本著色千手観音像 - 鎌倉時代。

### 大阪市指定有形文化財
- 本堂
- 紙本墨画 釈迦三尊像
- 絹本著色 天台大師像

## 前後の札所
新西国三十三箇所
2 太融寺　-　3 鶴満寺　-　4 水間寺

## 所在地
- 大阪府大阪市北区長柄東1丁目3-12

## アクセス
- 大阪メトロ堺筋線・谷町線 天神橋筋六丁目駅より徒歩約5分。
- 阪急電鉄千里線 天神橋筋六丁目駅より徒歩約5分。